# Andrian
Andrian (italià Andriano) és un municipi italià, dins de la província autònoma de Tirol del Sud. És un dels municipis del districte d'Überetsch-Unterland. L'any 2007 tenia 912 habitants. Limita amb els municipis d'Eppan an der Weinstraße, Nals i Terlan.

## Situació lingüística
| Pertinença lingüística (cens 2001) | 97,32% alemany |
| Pertinença lingüística (cens 2001) | 2,55% italià   |
| Pertinença lingüística (cens 2001) | 0,13% ladí     |

## Administració

Territori comunal

| Període | Identitat          | Partit |
| ------- | ------------------ | ------ |
| 2004-   | Otto Von Dellemann | SVP    |